# Elemanlı
Elemanlı ist ein Ortsteil (Mahalle) im Landkreis Tufanbeyli der türkischen Provinz Adana mit 250 Einwohnern (Stand: Ende 2024). Im Jahr 2011 zählte der Ort 288 Einwohner.